# Глиномаз, Йозеф
Йозеф Глиномаз (чеш. Josef Hlinomaz; 9 октября 1914, Прага — 8 августа 1978, Сплит, СФРЮ) — чешский актер театра и кино, художник, иллюстратор.

## Биография
Родился в семье композитора и музыкального педагога. С детства играл на фортепиано и скрипке. Учился в Высшей школе прикладного искусства в Праге. После разногласий с преподавателями, поступил в Пражскую консерваторию, где до 1940 года на драматическом отделении учился актерскому мастерству.
С 1941 года — актёр театра в Кладно, Восточно-чешского театра в Пардубице, Пльзене, с 1944 года до закрытия чешских театров нацистами играл в театре на Виноградах (Прага). Позже занимался живописью. После войны вновь выступал на сценах в Кладно (1945/1946), Реалистического театра (1946/1947), Театра ABC. С 1949 по 1950 год — актёр Пражского национального театра. С 1958 года до своей смерти работал на киностудии Баррандов.
Сыграл десятки ролей в театре. Амплуа — актёр комического и пародийного жанра.
В 1948—1978 годах снялся в более чем 150 фильмах и телевизионных программах.
Известен также, как художник-примитивист, представитель наивного искусства, темой картин которого часто были сцены из мира театра, цирка и искусства, в целом. Его наивные картины сегодня украшают многие знаменитые галереи.
Умер от сердечного приступа в Сплите.

## Избранная фильмография
- 1976 — Розовые сны / Ruzové sny — Антон
- 1976 — Лето с ковбоем / Léto s kovbojem — председатель
- 1976 — Бетховен — дни жизни / Beethoven — Tage aus einem Leben (ГДР) — хозяин
- 1976 — Бурлящее вино / Bourlivé víno — Вильда Беран
- 1975 — Соло для слона с оркестром / Cirkus v cirkuse — Николай, дрессировщик слона (озвучивает Иван Рыжов)
- 1974-1979 — Тридцать случаев майора Земана / 30 případů majora Zemana
- 1974 — Позднее лето / Pozdní léto
- 1974 — Вычисленное счастье / Jáchyme, hod ho do stroje!
- 1973 — Весёлая экскурсия / Tři chlapi na cestáh
- 1971 — Соломенная шляпка / Slaměný klobouk
- 1971 — Свадьбы пана Вока / Svatby pana Voka
- 1971 — Принц Баяя / Princ Bajaja
- 1971 — Женщины вне игры / Ženy v ofsajdu — пан Ржегак (озвучивание — Юрий Саранцев)
- 1970 — Решительная барышня / Odvážná slečna
- 1970 — На комете / Na kometě — капитан Лакост
- 1970 — Четырёх убийств достаточно, дорогая — Гого
- 1968 — Объезд / Objížďka — эпизод
- 1968 — Все добрые земляки / Všichni dobří rodáci
- 1967 — Конец агента / Konec agenta W4C prostřednictvím psa pana Foustky — агент
- 1967 — Контракт с дьяволом / Zmluva s diablom — Дюрцек, отец Эмки
- 1967 — Хэппи-энд / Happy End — инспектор
- 1966 — Похищенный дирижабль / Ukradená vzducholoď — пират
- 1966 — Люди из фургонов / Lidé z maringotek — борец Леопольд Чонгр
- 1965 — Катя и крокодил / Káťa a krokodýl — пожарный
- 1965 — Белая пани / Bílá paní — эпизод
- 1964 — Лимонадный Джо / Limonádový Joe aneb Koňská opera — Гримпо
- 1963 — Русалка / Rusalka
- 1962 — Барон Мюнхгаузен /  Baron Prášil — гарпунщик
- 1962 — Смерть Тарзана / Tarzanova smrt
- 1962 — Большая дорога / Velká cesta — трактирщик
- 1961 — Человек первого века / Muž z prvního století — Формен, гонщик
- 1961 — Флориан / Florián
- 1961 — Там, где реки озарены солнцем / Kde reky mají slunce
- 1961 — Ночной гость / Noční host — водитель
- 1961 — Лабиринт сердца / Labyrint srdce — художник
- 1961 — Дьявольская западня / Ďáblova past
- 1960 — Чёрная суббота / Černá sobota — Вена, шофёр
- 1960 — Цирк едет
- 1960 — Факелы /Pochodně — пианист
- 1960 — У нас в Мечове / U nás v Mechově
- 1960 — Поющая пудреница / Zpívající pudrenka
- 1960 — Люди на льду/ Ledoví muži — Шупалек
- 1960 — Дело Лупинек /Případ Lupínek — охранник в больнице
- 1959 — Круг / Kruh
- 1959 — Игры и мечты / Hry a sny
- 1959 — 105 % алиби / 105 % alibi — бармен
- 1958 — Горькая любовь / Horká láska
- 1957 — Швейк на фронте / Poslušně hlásím — Ванек (дублировал Яков Родос)
- 1957 — Дедушка-автомобиль / Dědeček automobil — граф Александр Коловрат
- 1957 — Отправление 13:30 / Florenc 13:30 — водитель грузовика
- 1956 — Бравый солдат Швейк / Dobrý voják Švejk — трактирщик Паливец
- 1955 — Волынщик из Стракониц / Strakonický dudák
- 1954 — Самый лучший человек / Nejlepší človek
- 1953 — Предупреждение / Výstraha — делегат от парламента
- 1953 — Ангел в отпуске / Dovolená s Andělem — Ярабек
- 1952 — Молодые годы/ Mladá léta
- 1952 — Гордая принцесса / Pyšná princezna — сборщик налогов
- 1951 — Пекарь императора — Император пекарей / Císařův pekař — Pekařův císař — подмастерье
- 1948 — Железный дед / Železný dědek